# ハレルヤ
ハレルヤ（ヘブライ語: הללויה, הַלְּלוּיָהּ, הַלְּלוּ יָהּ‎‎、ギリシア語: Αλληλούια、ラテン語: Alleluia, Alleluja、英語: Hallelujah、ロシア語: Аллилуйя、ドイツ語: Halleluja, Alleluja、フランス語: Alléluia）は、ヘブライ語由来の言葉で、「𐤉𐤄𐤅𐤄（ヤハウェ)をほめたたえよ」の意 （ヘブライ語で旧約聖書「詩篇」をテヒリームと呼び、テヒラーという名詞の複数形。この単語は「讃える、賛美する」を意味する動詞ヒッレールからの派生名詞で、「賛美」を意味する。この動詞の複数命令形ハレルーに神の名ヤハウェを短縮したヤーを付した形がハレルヤ。「ヤ（ヤハウェ）」を「ハレル（ほめたたえよ）」）。ユダヤ教の讃美の言葉に由来し、アーメン、ホサナ（オザンナ、ホザンナ）など共に、キリスト教に残る代表的なヘブライ語の祈りの一つでもある。
ラテン語などでは、ハレルヤの語頭のhを発音せずにアレルヤという。日本のカトリック教会では典礼において「アレルヤ」を使用している。正教会（日本正教会）では中世以降のギリシャ語・教会スラヴ語を反映して「アリルイヤ」と発音される。